# Quattro cause

Le quattro cause di Aristotele in relazione a un tavolo: causa materiale (il legno), causa formale (la struttura), causa efficiente (la carpenteria), causa finale (la cena).

Nell'aristotelismo, le quattro cause sono quattro tipi fondamentali di risposta alla domanda "Perché?", nell'analisi del cambiamento o del movimento in natura: materiale, formale, efficiente e finale. Aristotele scrisse che "non abbiamo conoscenza di una cosa finché non abbiamo colto il suo perché, cioè la sua causa". Mentre ci sono casi in cui classificare una "causa" è difficile, o in cui le "cause" potrebbero fondersi, Aristotele riteneva che le sue quattro "cause" fornissero uno schema analitico di applicabilità generale.
Il termine aristotelico aitia (αἰτία) è stata tradotta, nella tradizione scientifica filosofica, come "causa". Questo uso peculiare, specializzato, tecnico della parola "causa" non è quello della lingua italiana di tutti i giorni. Piuttosto, la traduzione dell'αἰτία di Aristotele che è più vicina all'attuale linguaggio ordinario è "spiegazione".
In Fisica II.3 e Metafisica V.2, Aristotele sostiene che ci sono quattro tipi di risposte alle domande sul "perché":
- Materia (la causa materiale di un cambiamento o movimento): l'aspetto del cambiamento o movimento che è determinato dal materiale che compone le cose in movimento o mutevoli. Per un tavolo, questo potrebbe essere il legno; per una statua, potrebbe essere il bronzo o il marmo;
- Forma (la causa formale di un cambiamento o movimento): un cambiamento o movimento causato dalla disposizione, forma o apparenza della cosa che cambia o si muove. Aristotele dice, per esempio, che il rapporto 2:1, e il numero in generale, è la causa formale dell'ottava;
- Agente (la causa efficiente o movente di un cambiamento o movimento): consiste di cose separate dalla cosa che viene cambiata o spostata, che interagiscono in modo da essere un agente del cambiamento o movimento. Ad esempio, la causa efficiente di un tavolo è un falegname, o una persona che lavora come tale, e secondo Aristotele la causa efficiente di un bambino è un genitore;
- Fine o scopo (la causa finale di un cambiamento o movimento): un cambiamento o movimento che tende al bene di una cosa, vale a dire ad essere ciò che è. Per un seme, potrebbe essere una pianta adulta; per una barca a vela, potrebbe essere lo stare in navigazione; per una palla in cima a una rampa, potrebbe essere il fermarsi in fondo.

Le quattro "cause" non si escludono a vicenda. Per Aristotele si devono dare diverse, preferibilmente quattro, risposte alla domanda "perché" per spiegare un fenomeno e soprattutto la configurazione effettiva di un oggetto. Ad esempio, se si chiede perché un tavolo è tale, una spiegazione in termini di quattro cause suonerebbe così: questo tavolo è solido e marrone perché è di legno (materia); non crolla perché ha quattro gambe di uguale lunghezza (forma); è così perché l'ha fatta un falegname, partendo da un albero (agente); ha queste dimensioni perché deve essere utilizzato dall'uomo (fine).

## Definizione di "causa"
Nei suoi scritti filosofici, Aristotele usò la parola greca αἴτιον (trasl.: aition), una forma singolare neutra di un aggettivo. La parola greca aveva significato, forse in origine in un contesto " giuridico ", cosa o chi è "responsabile", per lo più, ma non sempre, in un cattivo senso di "colpa". In alternativa, potrebbe indicare "al merito di" qualcuno o qualcosa. L'appropriazione di questa parola da parte di Aristotele e di altri filosofi riflette come l'esperienza greca della pratica giuridica abbia influenzato la preoccupazione nel pensiero greco di determinare che cosa è la responsabilità. La parola ha sviluppato altri significati, incluso il suo uso in filosofia in un senso più astratto.
Circa un secolo prima di Aristotele, l'anonimo autore del testo ippocratico ‘’Sulla medicina antica’’ aveva descritto le caratteristiche essenziali di una causa così come viene considerata in medicina:

## Le "quattro cause" di Aristotele
Aristotele utilizzò le quattro cause per fornire risposte diverse alla domanda "a causa di cosa?" Le quattro risposte a questa domanda gettano luce su diversi aspetti del modo in cui una cosa nasce o un evento si verifica.

### Causa materiale
Aristotele considera la "causa" materiale (ὕλη; trasl. hū́lē) di un oggetto come equivalente alla natura della materia prima di cui l'oggetto è composto. (La parola "natura" per Aristotele si applica sia alla potenza nella materia antecedente alla sua forma finale che alla forma pre-esistente nella materia come potenza: cfr. potenza e atto).
Mentre la fisica moderna guarda ai corpi semplici, la fisica di Aristotele assunse un punto di vista più generale e ha trattato gli esseri viventi come esemplari. Tuttavia, mostrò la consapevolezza che anche i corpi naturali semplici come la terra, il fuoco, l'aria e l'acqua mostravano segni di avere le proprie fonti innate di movimento, cambiamento e riposo. Il fuoco, ad esempio, porta le cose verso l'alto, a meno che non gli venga impedito di farlo. Invece, le cose formate dall'artificio umano, come letti e mantelli, non hanno alcuna tendenza innata a diventare letti o mantelli.
Nella terminologia filosofica aristotelica tradizionale, il materiale non è la stessa cosa della sostanza. La materia ha paralleli con la sostanza nella misura in cui la materia primaria funge da substrato per corpi semplici che non sono sostanza: sabbia e roccia (formati principalmente di terra), fiumi e mari (principalmente acqua), atmosfera e vento (principalmente aria e poi principalmente fuoco sotto la luna). In questa terminologia tradizionale, "sostanza" è un termine dell'ontologia riferito a cose realmente esistenti; laddove solo gli individui sono detti sostanze (soggetti) in senso primario. La sostanza secondaria, in un senso diverso, si applica anche ai manufatti artificiali.

### Causa formale
Aristotele considera la "causa" formale (εἶδος; trasl.: eîdos) come la descrizione del modello o della forma che, quando presente, trasforma la materia in un particolare tipo di cosa, che riconosciamo come di quel particolare tipo.
Dal punto di vista aristotelico, questo è un concetto difficile e controverso. Si collega a teorie di forme come quelle del maestro di Aristotele, Platone, ma nella novella di Aristotele (e in particolare nella sua ‘’Metafisica’’), tiene conto di molti scrittori precedenti che avevano espresso opinioni su forme e idee, evidenziando le differenze con la sua concezione.

### Causa efficiente
Aristotele definisce l'agente o "causa" efficiente (κινοῦν; trasl.: kinoûn) di un oggetto come ciò che causa il cambiamento e guida il movimento transitorio (come un pittore che dipinge una casa). In molti casi, questa è semplicemente la cosa che provoca qualcosa. Ad esempio, nel caso di una statua, è la persona che scalpella per trasformare un blocco di marmo in una statua.
Questa è l'unica delle quattro cause che un normale anglofono considererebbe una causa.

### Causa finale
Aristotele definisce il fine, lo scopo o la "causa" finale (τέλος; trasl. télos) come quella per la quale una cosa è fatta. Come la forma, questo è un tipo controverso di spiegazione nella scienza; alcuni sostennero la sua sopravvivenza nella biologia evolutiva, mentre Ernst Mayr negarono che continuasse a svolgere un ruolo. È comunemente riconosciuto che la concezione aristotelica della natura è teleologica, nel senso che la natura mostra una funzionalità in un senso più generale di quanto non sia concretizzato negli scopi degli esseri umani. Aristotele osservò che un telos non implica necessariamente deliberazione, intenzione, coscienza o intelligenza:
(Aristotele, ‘’Fisica’’, II.8)
Secondo Aristotele, un seme ha come fine l'eventuale pianta adulta (cioè come suo telos) se e solo se il seme diventasse la pianta adulta in circostanze normali. In Fisica II.9, Aristotele azzardò alcuni argomenti secondo cui la determinazione del fine (cioè della causa finale) di un fenomeno è più importante delle altre. Egli sostiene che il fine è quello che realizza l’oggetto, quindi per esempio «se si definisce l'operazione di segare come un certo tipo di divisione, allora questo non può avvenire a meno che la sega non abbia denti di un certo tipo; e questi non possono essere a meno che non sia di ferro». Secondo Aristotele, una volta che una "causa" finale è in atto, le "cause" materiali, efficienti e formali seguono di necessità. Tuttavia, raccomandò che lo studioso della natura determini anche le altre "cause" e osservò che non tutti i fenomeni hanno una fine (ad esempio, gli eventi casuali).
Aristotele vide che le sue indagini biologiche fornivano spunti sulle cause delle cose, in particolare sulla causa finale:
(Aristotele, Sulle parti degli animali, 645a 21-26 , Libro I, Parte 5)
George Holmes Howison sottolinea il ruolo della "causa finale" nel presentare la sua teoria della metafisica, che chiama "idealismo personale", e alla quale invita non solo l'uomo, ma tutta la vita ideale:
(George Holmes Howison, The Limits of Evolution (1901))
Tuttavia, Edward Feser sostiene, in linea con la tradizione aristotelica e tomistica, che la finalità è stata ampiamente fraintesa. Infatti, senza finalità, la causalità efficiente diventa inesplicabile. La finalità così intesa non è il fine, ma quel fine verso il quale una cosa è ordinata. Quando un fiammifero viene strofinato contro il lato di una scatola di fiammiferi, l'effetto non è l'aspetto di un elefante o il suono di un tamburo, ma il fuoco. L'effetto non è arbitrario perché è ordinato verso la fine del fuoco, che è anche il fine che si realizza attraverso una serie di cause efficienti intermedie. Nel loro studio teorico dell'organismo, Kauffman et al. (2008) osservano:

## Scienza moderna
Nel suo Advancement of Learning (del 1605), Francesco Bacone scrisse che le scienze naturali "si interrogano e prendono in considerazione le stesse nature: ma come? Solo per quanto riguarda le loro cause materiali ed efficienti, e non per le forme". Usando la terminologia di Aristotele, Bacone chiede che, a parte le stesse " leggi della natura ", le cause rilevanti per le scienze naturali siano solo cause efficienti e cause materiali, o, per usare la formulazione che divenne famosa in seguito, i fenomeni naturali richiedano una spiegazione scientifica in termini di materia e movimento.
Nel Novum Organum, Bacone suddivise la conoscenza in fisica e metafisica:

### Biologia
Le spiegazioni in termini di cause finali rimangono comuni nella biologia evolutiva.Francisco J. Ayala ha affermato che la teleologia è indispensabile per la biologia poiché il concetto di adattamento è intrinsecamente teleologico. In un apprezzamento di Charles Darwin pubblicato su Nature nel 1874, Asa Gray notò che "il grande servizio di Darwin alle scienze naturali" sta nell’aver riportato la teleologia ad essere una disciplina "sposata" e non più opposta alla morfologia. Darwin rispose rapidamente: "Quello che dici sulla teleologia mi piace particolarmente e non credo che nessun altro abbia mai notato il punto”. Francis Darwin e Thomas Henry Huxley ribadirono questo sentimento comune. Quest'ultimo scrisse che "il servizio più notevole reso alla filosofia dalla biologia di Mr. Darwin è la riconciliazione di teleologia e morfologia, e la spiegazione dei fatti di entrambi offerta dal suo punto di vista". James G. Lennox affermò che Darwin impiegò il termine "causa finale" in modo coerente nel suo ‘’Species Notebok’’, ‘’L'origine delle specie’’ e in opere successive.
Contrariamente alla posizione descritta da Francisco J. Ayala, Ernst Mayr asserì che "l'adattamento... è un risultato a posteriori piuttosto che una ricerca dell'obiettivo a priori". Vari commentatori vedono le frasi teleologiche usate nella moderna biologia evolutiva come un tipo di abbreviazione. Ad esempio, SHP Madrell scrive che "il modo corretto ma ingombrante di descrivere il cambiamento mediante adattamento evolutivo [può essere] sostituito da affermazioni apertamente teleologiche più brevi" per il buon fine di risparmiare spazio, ma che questo "non dovrebbe implicare che l'evoluzione procede da qualcosa di diverso da mutazioni derivanti dal caso, laddove quelle che conferiscono un vantaggio sono trattenute dalla selezione naturale". Al contrario, Lennox affermò che nell'evoluzione come concepita da Darwin, è vero sia che essa è il risultato di mutazioni derivanti dal caso sia che è di natura teleologica.
Le affermazioni che una specie fa qualcosa "per" raggiungere la sopravvivenza sono teleologiche. La validità o l'invalidità di tali affermazioni dipende dalla specie e dall'intenzione di chi scrive per quanto riguarda il significato della frase "al fine di". A volte è possibile o utile riformulare tali proposizioni per evitare la teleologia. Alcuni corsi di biologia hanno incorporato esercizi che richiedono agli studenti di riformulare tali frasi in modo che siano privi di interpretazioni teleologiche. Tuttavia, i biologi scrivono ancora spesso in un modo che può essere letto come implicante la teleologia anche se questa non è l'intenzione.

### Comportamento animale (le quattro domande di Tinbergen)
Le quattro domande di Tinbergen sono categorie complementari di spiegazioni per il comportamento animale che prendono nome dell'etologo Nikolaas Tinbergen e sono basate sulle quattro cause di Aristotele. Sono anche comunemente indicati come livelli di analisi.
Le quattro domande ineriscono:
1. funzione: come si esplica un adattamento selezionato dall'evoluzione;
2. filogenesi: la storia evolutiva di un organismo, rivelando le sue relazioni con altre specie;
3. meccanismo: la causa prossima di un comportamento, come il ruolo del testosterone nell'aggressività;
4. ontogenesi: lo sviluppo di un organismo dall'uovo all'embrione fino all'adulto.

## Tecnologia (le quattro cause di Heidegger)
Nel volume intitolato La questione delle tecnica (Die Frage nach der Technik), facendo eco ad Aristotele, Martin Heidegger descrive le quattro cause come segue:
1. causa materialis: il materiale o la materia;
2. causa formalis: la forma o il perimetro di contorno entro il quale entrano la materia o il materiale;
3. causa finalis: la fine e il fine;
4. causa efficiens: l'effetto che determina il risultato finale.

Heidegger spiegò che "[chi] costruisce una casa o una nave o forgia un calice sacrificale rivela ciò che deve essere portato alla luce, secondo i termini dei quattro modi di accadimento".
L'educatore David Waddington commenta che, sebbene la causa efficiente, che identifica come "l'artigiano", possa essere considerata la più significativa delle quattro, a suo avviso ciascuna delle quattro cause di Heidegger è "ugualmente corresponsabile" per la produzione di un oggetto artigianale (nei termini di Heidegger "porta alla luce" la cosa all'esistenza). Waddington cita la descrizione di Lovitt di questa produzione come "un processo unificato".